# Aeronca L-3
L'Aeronca L-3 Grasshopper, precedentemente O-58, era un monomotore leggero da osservazione, collegamento e ricognizione aerea ad ala alta prodotto dall'azienda statunitense Aeronca Aircraft Corporation ed impiegato dall'U.S. Army durante la seconda guerra mondiale.

## Storia del progetto
Lo sviluppo dell'L-3 si deve all'esigenza dell'U.S. Army di dotarsi di un velivolo leggero da utilizzare come osservatore per riferire sull'accuratezza dei tiri d'artiglieria. L'Aeronca riconvertì il suo Super Champ da turismo che produceva dal 1938 e lo propose alla commissione di valutazione. Assieme ai pari ruolo Taylorcraft L-2 e Piper L-4, venne soprannominato "Grasshopper" (cavalletta in inglese) sia a causa della colorazione verde mimetica a loro applicata che per le ridotte dimensioni e per la loro capacità di operare praticamente ovunque vi fosse un campo disponibile per atterrare e decollare.
Denominato inizialmente dalla United States Army Air Forces (USAAF) O-58 (Observer, osservatore) venne prodotto nella versione iniziale in 50 esemplari, O-58A, in 20, O-58B, in 335, tutti assegnati all'USAAF. Venne impiegato come velivolo da osservazione ed ebbe un impiego vasto nei gruppi di osservazione dell'U.S. Army, che arrivarono presto a 47 unità.
Poco dopo venne cambiata la designazione in L (ovvero da Observation a Liason, collegamento). A questo punto vennero prodotti altri 540 velivoli L-3B e 490 C prima che la produzione terminasse nel 1944. Infine le denominazioni L-3D, E, F, G, H, J erano relative ad aerei Model 65 civili di varie versioni, militarizzati e usati accanto ai modelli militari, quasi uguali.
L'Aeronca produsse un mezzo ancora più leggero, con una struttura modificata che era priva di motore, e pertanto esso diventava da aereo leggero ad aliante, dotato di 3 posti (pilota e due allievi), tutti con comandi di volo completi. Di questi alianti d'addestramento vennero completati 250 esemplari com TG-6 o, per l'U.S. Navy, LNR.
Dopo la guerra vi furono altri aerei prodotti come L-16 per conto della aeronautica USA, simili ai modelli precedenti.

## Tecnica

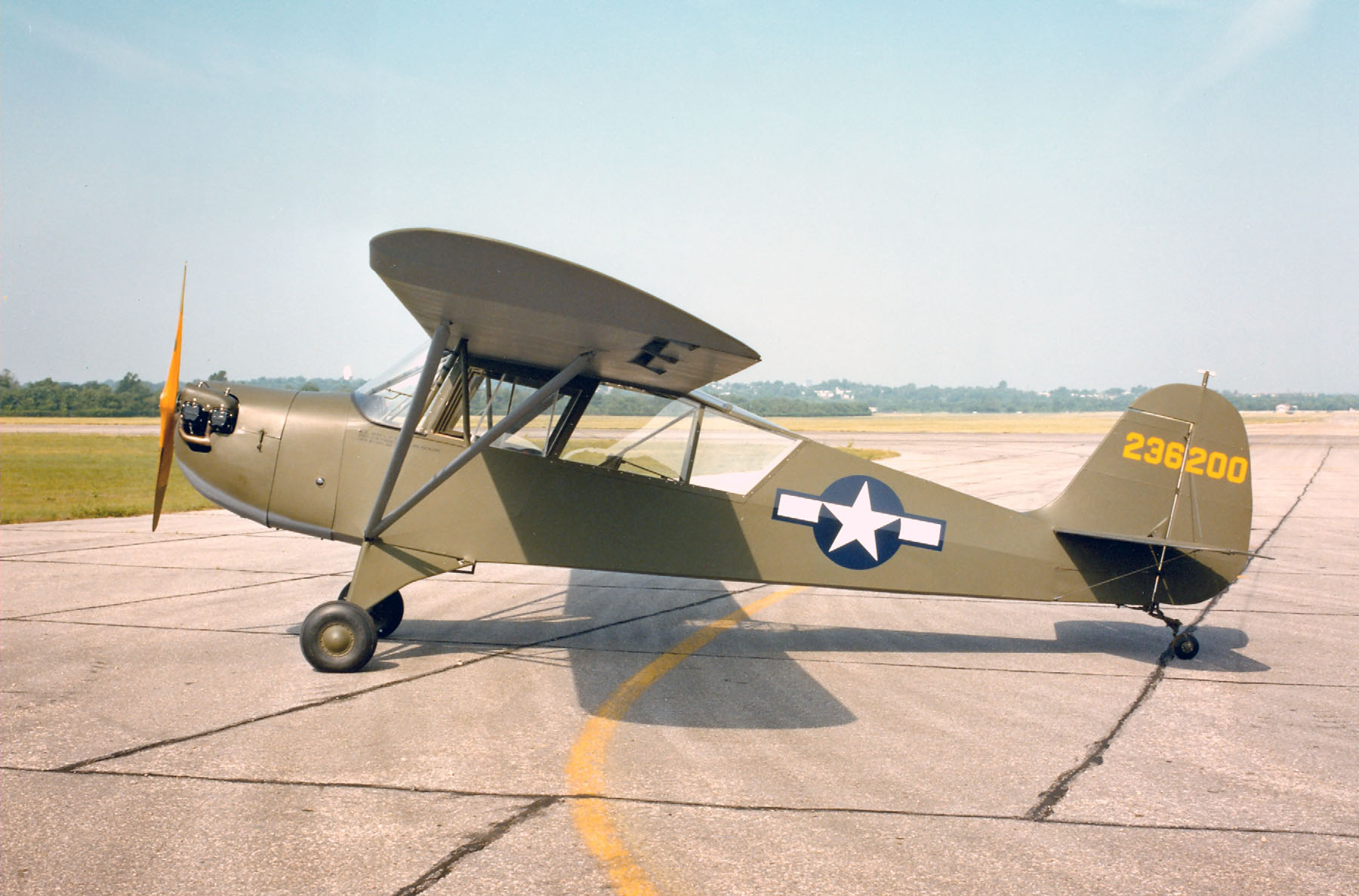
Vista laterale sinistra dell'L-3B conservato al National Museum of the USAF.

L'L-3 era un velivolo di aspetto tradizionale realizzato in tecnica mista con struttura in tubi saldati e rivestimento in tela.
La fusoliera, alta e stretta, integrava la cabina di pilotaggio a due posti in tandem, l'anteriore per il pilota ed il posteriore per l'osservatore o passeggero, caratterizzata dall'ampia vetratura. Posteriormente terminava in un impennaggio classico monoderiva.
L'ala, montata alta e controventata da una coppia di diagonali tubolari a V per lato, era realizzata con longheroni in legno di abete, centine in lega leggera e alettoni con telaio metallico.
Il carrello d'atterraggio era un classico triciclo posteriore fisso, dotato anteriormente di ammortizzatori oleopneumatici ed integrato posteriormente da un ruotino d'appoggio.
La propulsione era affidata ad un compatto motore Continental O-170, un 4 cilindri contrapposti raffreddato ad aria in grado di erogare una potenza pari a 65 hp (48 kW), abbinato ad un'elica bipala in legno a passo fisso, collocato sull'estremità anteriore della fusoliera e racchiuso da un cofano metallico.

## Impiego operativo
I velivoli consegnati già a conflitto iniziato furono giudicati difficili da pilotare data una loro tendenza allo stallo e conseguente vite ed, assieme al Taylorcraft L-2, già inadatti per un uso al fronte, anche per la presenza di velivoli simili tecnicamente più moderni. Vennero quindi impiegati come addestratori per la formazione dei piloti che poi avrebbero dovuto passare ad aerei più grandi come il Piper L-4 o, nel caso dell'Army Air Corps, lo Stinson L-5.
Alcuni rapporti indicano che alcuni esemplari di L-3 siano stati accidentalmente spediti al fronte africano, e successivamente consegnate alle Forces aériennes françaises libres, l'aeronautica della Francia libera che appoggiava le forze di terra francesi che operavano all'interno della zona in quel momento. Non è nota né la quantità di esemplari ricevuti dalle autorità francesi, né quanti sono sopravvissuti alla guerra.

## Utilizzatori
Francia libera
- Forces aériennes françaises libres

 Stati Uniti
- United States Army Air Forces
- United States Navy

## Esemplari attualmente esistenti

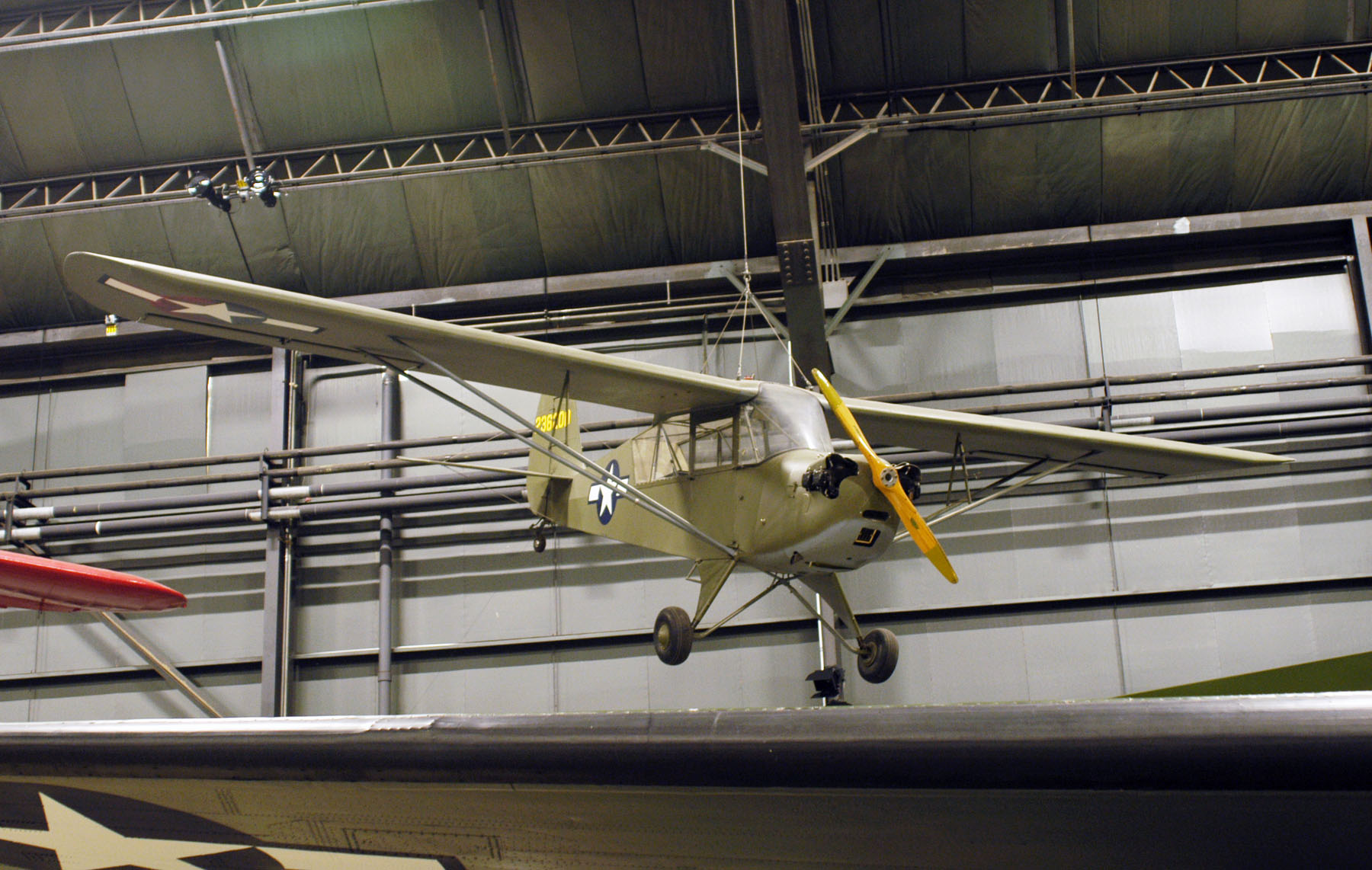
L'L-3B esposto nella Air Power Gallery del National Museum of the United States Air Force.

Sono ancora molti gli esemplari esistenti dell'L-3, sia preservati in strutture museali che in condizioni di volo, questi ultimi presenti nella varie rievocazioni della seconda guerra mondiale.
Tra i vari esemplari esposti si possono ammirare l'L-3B, matr. 42-36200, facente parte della collezione del National Museum of the United States Air Force, presso la Wright-Patterson AFB, nell'Ohio, e, sempre negli Stati Uniti d'America, il 16645 dipinto nella livrea a strisce bianche e nere usata nella sbarco in Normandia ed esposto al National D-Day Memorial di Bedford, in Virginia e l'L-3B conservato al Cavanaugh Flight Museum presso Addison, nel Texas.

## Velivoli comparabili
Stati Uniti
- Stinson L-1 Vigilant
- Taylorcraft L-2
- Piper L-4